# Zamek w Criccieth
Zamek w Criccieth (ang. Criccieth Castle) – zamek w Criccieth, w północno-zachodniej Walii (Wielka Brytania), posadowiony na dominującym nad okolicą klifie wdzierającym się w zatokę Tremadog. Wybudowany przez Llywelyna Wielkiego władcę księstwa Gwynedd. Podzielił los rodzącej się walijskiej państwowości i został zdobyty przez angielska armię Edwarda I w trakcie drugiej wyprawy. Anglicy dokonali poważnej rozbudowy znacząco modyfikując jego pierwotny walijski kształt.

## Budowa
Chociaż początki kamiennego zamku sięgają roku 1230 to zamek w swojej historii przeszedł trzy fazy istotnej przebudowy oraz kilka przeróbek. Najstarszą murowaną częścią obecnego zamku jest wewnętrzny dziedziniec wybudowany przez Llywelyna Wielkiego. Nietypowo jak na walijską warownie, wewnętrzny dziedziniec chroniła brama składająca się z dwóch bliźniaczych wież na planie litery D. Brama posiadała opuszczaną kratę, z otworami obronnymi w sklepieniu oraz balistrarium w obu wieżach. W konstrukcji bramy widać silne wpływy angielskie zaczerpnięte z pogranicznych budowli tamtych czasów takich jak: zamek Beeston (Cheshire), zamek Montgomery (Shropshire). Dwie wieże połączone bramą pełniły funkcję obronna i rezydencjalną, a ich wysokość została zwiększona w okresie panowania Edwarda I.
W 1260 lub 1270 został dodany kolejny zewnętrzny dziedziniec w drugiej fazie rozbudowy przez Llywelyna ap Gruffyda. Dodano jednocześnie nową bramę i zewnętrzny mur okalający dziedziniec, oraz dużą dwupoziomową basztę na planie prostokąta. W ten sposób zamek wyposażono w dwie linie obrony. Pomimo ogromnych walorów obronnych zamek został zdobyty przez siły angielskie w drugiej wyprawie walijskiej w 1283. Anglicy pod kierunkiem nadwornego architekta Edwarda I James of Saint George przystąpili do kolejnej rozbudowy twierdzy. Dodano kolejną dwupoziomową basztę na planie prostokąta, połączoną z resztą zamku kamiennym murem. Nowa „Wieża machin” (obecnie w ruinie) była wyposażona w katapultę. Podwyższono bramę główną o dodatkowy poziom oraz wzmocniono mury wcześniej istniejących wież. Dodano nowy barbakan na zewnątrz istniejących murów. Anglicy przenieśli pomieszczenia dowództwa do wież bramy głównej Rozpoczęto również budowę drewnianych zabudowań wewnątrz dziedzińca zamku. W efekcie zamek nabrał cech typowego dla twierdz Normanów układu motte-i-bailey.

## Historia
W 1294, Madoc ap Llywelyn, daleki krewny Lywelyna ap Gruffyda, wzniecił powstanie przeciw władcom angielskim. Wielkim sukcesem powstańców było zdobycie kilku miast będących w rekach anglików padł zamek zamek Caernarfon podobnie jak zamek Hawarden, zamek Ruthin, zamek zamek Debingh Od jesieni do wiosny obrońcy zamku Criccieth przeżyli oblężenie podobnie jak pobliski zamek zamek Harlech i zamek zamek Aberswyth. Walijczykom nie udało się zdobyć żadnej z tych warowni podczas tego pierwszego zrywu narodowego. W XIV w. zamkiem zarządzał Hywel ap Gryffd, biorąc później udział w bitwie pod Crecy pod sztandarami Edwarda III. Zamek pełnił rolę więzienia, aż do 1404 kiedy to kolejne walijskie powstanie przetoczyło się na tych ziemiach. Tym razem Walijczycy zdobyli zamek pod dowództwem Owaina Glyndywra. Walijczycy rozebrali mury i podpalili zamek.
Ruiny Criccieth upodobał sobie malarz Joseph Mallord William Turner wykorzystując go jako tło w serii obrazów ukazujących rozbitków.

## Dzień obecny
Zamek jest pod opieką Towarzystwa Ochrony Dziedzictwa Narodowego Walii, podobnie jak spuścizna po pisarzu Geraldzie z Walii.